# Château de Babak
Pour les articles homonymes, voir Babak.
Le château de Bazz (en persan : دژ بذ ou قلعه بذ ; en azéri : بذ قلعه سي), populairement appelé château de Babak (en persan : دژ بابک ou قلعه بابک ; en azéri : بابک قلعه سي), du nom de son propriétaire, Babak Khorramdin, est un ensemble fortifié élevé au début du IXe siècle. Il est situé au sommet d'une montagne des forêts d'Arasbaran, dans la province d'Azerbaïdjan de l'Est au nord de l'Iran. Il se trouve à 6 km au sud-ouest de la ville de Kaleybar.
Le château a été identifié comme le refuge de Babak Khorramdin, chef des khurramites, qui combattit en Azerbaïdjan contre le califat abbasside entre la fin du VIIIe siècle et le début du IXe siècle. À ce titre, le château est devenu un symbole du nationalisme iranien. Il est également le point de rassemblement des Iraniens azéris lors des commémorations de Babak Khorramdin, le premier week-end de juillet.

## Histoire
En 795 ou 798, Babak Khorramdin se révolte contre le pouvoir du calife abbasside Haroun ar-Rachid. Il se construit un château inexpugnable, au cœur des montagnes de l'Azerbaïdjan.
En 835, le gouverneur du Jibal, Afchin arrive dans la région pour y mener la guerre contre Babak. Il fait reconstruire entre Barjand et Ardabil les châteaux que Babak a détruits. Le château de Bazz est finalement conquis et ruiné par l'armée d'Afchin, le 15 août 837, tandis que Babak est fait prisonnier. Il est exécuté le 4 janvier 838 dans la capitale abbasside, Samarra, en présence du calife.
Le château est décrit au milieu du Xe siècle par le voyageur et poète arabe Abou Doulaf. Il y mentionne la présence de khurramites, dans l'attente du Madhi.

## Description
La forteresse se dresse au sommet d'une montagne, entre 2 300 et 2 600 mètres d'altitude, et elle domine les vallées environnantes, 400 à 600 mètres plus bas.